# Borough di North Slope
Il borough di North Slope, in inglese North Slope Borough, è un borough dello stato dell'Alaska, negli Stati Uniti. La popolazione al censimento del 2000 era di 7 385 abitanti. Il capoluogo è Utqiaġvik.

## Geografia fisica
Il borough si trova nella parte settentrionale dello stato. Lo United States Census Bureau certifica che la sua estensione è di 245435 km², di cui 15400 km² coperti da acque interne.

### Suddivisioni confinanti
- Census Area di Yukon-Koyukuk - sud-est
- Northwest Arctic Borough - sud-ovest
- Yukon, Canada - est

## Centri abitati
Nel borough di North Slope vi sono 7 comuni (city) e 3 census-designated place.

### Comuni
- Anaktuvuk Pass
- Atqasuk
- Kaktovik
- Nuiqsut
- Point Hope
- Utqiaġvik (capoluogo)
- Wainwright

### Census-designated place
- Alpine
- Point Lay
- Prudhoe Bay